# Artëm Kulišev
Artëm Aleksandrovič Kulišev (in russo Артём Александрович Кулишев?; Rostov sul Don, 26 agosto 1993) è un calciatore russo, centrocampista del Leningradec.

## Caratteristiche tecniche
È un esterno destro.

## Carriera
Cresciuto nel settore giovanile del Rostov, ha esordito in prima squadra il 2 agosto 2013 in occasione del match di Prem'er-Liga vinto 1-0 contro l'Anži.

## Palmarès

### Club

#### Competizioni nazionali
- Coppa di Russia: 1

Rostov: 2013-2014
- Pervaja Liga: 1

Chimki: 2023-2024

### Individuale
- Capocannoniere della Pervenstvo Futbol'noj Nacional'noj Ligi: 1

2017-2018 (17 reti)